# فاطمه عزیز
فاطمه عزیز (۱۹۷۳قندوز – ۱۲ مارس ۲۰۲۱)یک پزشک و سیاستمدار اهل افغانستان بود. او در سال ۲۰۰۵، در اولین انتخابات آزاد پارلمانی افغانستان پس از چند دهه، به عنوان نماینده ولایت قندوز در مجلس نمایندگان انتخاب شد، و دوباره در انتخابات ۱۳۸۹ و ۱۳۹۷ نیز به عنوان نماینده انتخاب شد، که تا زمان مرگش در سال ۲۰۲۱ به عنوان نماینده مجلس خدمت کرد.

## زندگی و تحصیل
فاطمه عزیز در سال ۱۹۷۳ در ولایت قندوز افغانستان به دنیا آمد. در سال ۱۹۸۷ تحصیلات متوسطه خود را در لیسه نسوان در قندوز به پایان رساند. او در سال ۱۹۹۳ لیسانس طب را از دانشگاه طب کابل گرفت.

## حرفه
عزیز به مدت ۱۳ سال در شفاخانه‌های وزیر اکبر خان و ملاالی کابل در طب مادر و جنین کار می‌کرد. او همچنین برای سازمان‌های غیردولتی و کمیساریای عالی پناهندگان سازمان ملل کار کرده. پس از جنگ افغانستان در سال ۲۰۰۱، عزیز به عنوان نماینده مستقل پارلمان به نمایندگی از ولایت قندوز انتخاب شد. او بخشی از لویه جرگه ۲۰۰۲ بود. در جریان انتخابات ولسی جرگه ۲۰۰۵، عزیز ۴٬۷۲۵ رای به دست آورد. او نایب رئیس کمیته ارتباطات، حمل و نقل، توسعه شهر و شهرداری‌ها بود. عزیز در انتخابات بعدی در جرگه صلح افغانستان ۲۰۱۰ و ۲۰۱۸ مجدداً انتخاب شد او یکی از اولین زنانی بود که پس از سقوط طالبان به شورای ملی انتخاب شد.
او در پارلمان که به دلیل مواضع لیبرال و حمایت از برابری جنسیتی شناخته می‌شد. او به عنوان نماینده قندوز از ریاست امنیت ملی پس از یک سری حملات هماهنگ شده طالبان در سال ۲۰۱۲ انتقاد کرد. در جریان نبرد قندوز در سال ۲۰۱۵ اطلاعاتی را در اختیار رسانه‌های بین‌المللی قرار داد. او به دلیل جنگ به همراه خانواده اش از شهر گریخت. عزیز گفت که مشارکت رای‌دهندگان در قندوز برای انتخابات ریاست جمهوری ۱۳۹۸ افغانستان به دلیل مشکلات امنیتی در منطقه کم بوده است. در طول همه‌گیری کووید-۱۹ در افغانستان، او معتقد بود که فساد و شکست‌های دولت باعث کمبود مخازن اکسیژن شده است.

## زندگی شخصی و مرگ
زبان اول عزیز فارسی دری بود و به پشتو، انگلیسی و اردو نیز صحبت می‌کرد. او با یک مهندس ازدواج کرد و دو دختر و دو پسر داشت. برادرش نماینده وزارت اقتصاد قندوز بود. در سال ۲۰۲۰ آزمایش کووید-۱۹ عزیز مثبت شد و ویدیویی از او در رختخواب با لوله اکسیژن به صورت آنلاین منتشر کرد. او در ۱۲ مارس ۲۰۲۱ بر اثر سرطان در بیمارستانی در سوئیس درگذشت.

## دیگر فعالیت‌ها
دیگر فعالیت‌های ایشان:
- ۱۲ سال طبابت در بخش جراحی نسایی ولادی.
- کارمند سازمان UNHCR.
- عضو لویه جرگه اضطراری.
- عضو لویه جرگه مشورتی صلح.
- نماینده مردم قندوز در دوره‌های پانزدهم و شانزدهم مجلس نمایندگان افغانستان.